# لجنة المساعدة الإنمائية

الدول الأعضاء لجنة المساعدة الإنمائية

لجنة المساعدة الإنمائية منظمة التعاون الاقتصادي (OECD) ولجنة المساعدة الإنمائية الإنمائي (DAC) هو منتدى للدول مختارة الأعضاء في المنظمة لمناقشة القضايا المحيطة المعونة والتنمية والحد من الفقر في البلدان النامية. انها تصف نفسها بأنها «مكان وصوت» من البلدان المانحة الرئيسية في العالم.
مديرية التعاون الإنمائي (DCD)، وتسمى أحيانا «الأمانة العامة للجنة المساعدة الإنمائية»، هي مديرية منظمة التعاون والتنمية التي تعمل بموجبها لجنة المساعدة الإنمائية.

## الأعضاء
هناك 26 عضوا في لجنة المساعدة الإنمائية، بما في ذلك الاتحاد الأوروبي، والذي يعمل كعضو كامل العضوية في اللجنة. البنك الدولي وصندوق النقد الدولي وبرنامج الأمم المتحدة الإنمائي يشارك بصفة مراقب دائم.
| • أستراليا         | • فنلندا   | • اليابان        | • إسبانيا          |
| • النمسا           | • فرنسا    | • لوكسمبورغ      | • السويد           |
| • بلجيكا           | • ألمانيا  | • هولندا         | • سويسرا           |
| • كندا             | • اليونان  | • نيوزيلندا      | • المملكة المتحدة  |
| • جمهورية التشيك   | • آيسلندا  | • النرويج        | • الولايات المتحدة |
| • الدنمارك         | • أيرلندا  | • البرتغال       |                    |
| • الاتحاد الأوروبي | • إيطاليا  | • كوريا الجنوبية |                    |
| • سلوفينيا         | • سلوفاكيا | • بولندا         |                    |